# تشارلي دانبار برود
تشارلي دانبار برود (بالإنجليزية: C. D. Broad) (30 ديسمبر 1887 – 11 مارس 1971)، والذي يكتب اسمه عادةً سي دي برود، وهو كان عالم في المعرفة ومؤرخ للفلسفة وفيلسوف في العلوم وفيلسوف في الأخلاقيات، ولقد كتب أيضًا عن الجوانب الفلسفية في الأبحاث النفسية. وكان يشتهر باستقصائه الذي يتميز بالعقل والهدوء للحجاج في أعمال مثل Scientific Thought (التفكير العلمي) المنشور في 1923، وThe Mind and Its Place in Nature (العقل ومكانته في الطبيعة) المنشور في 1925، وExamination of McTaggart's Philosophy (فحص فلسفة ماكتاجارت)، المنشور في 1933.
وقدم برود في مقاله "Determinism, Indeterminism, and Libertarianism" في كتاب Ethics and the History of Philosophy (1952) المصطلحات الفلسفية السببية العرضية والسببية غير العرضية، واللذان أصبحا الأساس للفروق الموجودة في وقتنا الحالي بين «العامل السببي» و«الحدث السببي» في النقاشات حول الإرادة الحرة التحررية.

## حياته
ولد برود في هارلسدين في ميدلسكس بإنجلترا. وتلقى تعليمه في كلية دلويتش خلال الفترة من عام 1900 إلى 1906. وفاز بمنحة دراسية للدراسة في كلية الثالوث، كامبريدج في 1906. وتخرج في عام 1910 بامتياز مع مرتبة الشرف الأولى.
وفي عام 1911 أصبح زميلاً في كلية الثالوث. وكان ذلك منصب غير مقيم، الأمر الذي مكنه من قبول منصب محاضر مساعد قد تقدم له في جامعة سانت أندروز. ولاحقًا تم تعيينه كمحاضر في جامعة سانت أندروز وظل في هذا المنصب حتى 1920. وفي عام 1920 تعين كبروفسور في جامعة بريستول وعمل بها حتى 1923 عندما عاد إلى كلية الثالوث كمحاضر جامعي. وكان محاضرًا في «العلوم الأخلاقية» في كلية الفلسفة بجامعة كامبريدج بين عامي 1926 و1931. وفي 1931 تم تعيينه «كمحاضر سيدجويك» في جامعة كامبريدج. وظل في هذا المنصب حتى 1933 عندما عُين بروفسور في الفلسفة الأخلاقية على درجة نايتبريدج في جامعة كامبريدج، وظل في هذا المنصب لمدة عشرين عامًا حتى 1953.
وكان برود هو رئيس الجمعية الأرسطية بين عامي 1927 و1928، واحتل هذا المنصب مرة أخرى من 1954 إلى 1955. وكان أيضًا رئيس جمعية البحوث النفسانية بين عامي 1935 و1958.
وكان برود مثليًا علانية في وقت كانت فيه الأفعال المثلية غير قانونية. في مارس 1958، قام برود ومجموعة من زملائه من الفلاسفة منهم ألفرد جيه آير وبيرتراند راسل والكاتب جيه بي بريستلي و27 آخرين بإرسال خطاب إلى ذي تايمز والذي حثوا فيه على قبول التوصيات المطروحة في تقرير وولفيندين بأن الأفعال المثلية يجب «ألا يتم تجريمها بعد الآن».

## الأبحاث النفسانية
لقد ناقش برود أنه إذا أظهرت الأبحاث أن الأحداث النفسانية تقع بالفعل فذلك سيتحدى النظريات الفلسفية بخمس طرق على الأقل:
1. السببية الرجعية، تأثير المستقبل على الماضي، يتم رفض هذا المبدأ من قبل العديد من الفلاسفة، ولكن من الممكن حدوث ذلك على سبيل المثال، يستطيع بعض الأشخاص التنبؤ بالمستقبل.
2. من الحجج المضادة للثنائية، هي أن العقل ليس له وجود مادي والأجسام لها وجود مادي، وأن الأجسام المادية وغير المادية لا يمكنها التفاعل معًا. ولكن، قد يثبت إمكانية حدوث ذلك إذا تمكن بعض الأشخاص من تحريك الأشياء المادية عن بعد عن طريق التفكير (تحريك عقلي).
3. وبصورة مشابهة، فإن الفلاسفة ينزعون إلى التشكك في الإدعاءات بأن «الأشياء» غير المادية يمكنها التفاعل مع أي شيء. وسيتم تحدي هذه الفكرة أيضًا إذا تم إثبات أن العقول يمكنها التواصل معًا، مثلما سيكون الحال إذا كان التخاطر ممكنًا.
4. عادةً ما يقبل الفلاسفة إننا يمكننا التعرف على العالم عبر العقل والإدراك الحسي فقط. وسيتم تحدي هذا الاعتقاد إذا تمكن الأشخاص من معرفة الأحداث التي تقع في أماكن أخرى بطريقة نفسانية.
5. يعتقد الفلاسفة الماديين أنه لا يمكن تواجد أشخاص دون أجساد. إذا ثُبت وجود أشباح فإن هذا الاعتقاد سيتم تحديه.[5]

## الإرادة الحرة
لقد قال برود حول «السببية غير العرضية» إنها «تحدد فعليًا بواسطة العامل أو بصورة ذاتية». يمكن اعتبار العامل على أنه مادة أو عنصر مستمر، وليس كسبب إجمالي والذي يحتوي على أحداث وتصرفات خاصة بالعامل كعناصر فيه. وبذلك، ستكون جميع جهودنا مقدرة ومحددة تمامًا، ولكن أسبابها لن تكون أحداثًا سابقة.
ثم ستقع سلسلة جديدة من الأحداث والتي أطلق عليها «عناصر مستمرة». وهي في الأساس تنبع من ذاتها.
ويقول بيتر فان إنواجين إن برود قام بصياغة نسخة ممتازة مما أطلق عليه فان إنواجين «حجة العواقب» كدفاع عن نظرية التنافر.

## الأعمال
- Perception, physics and reality. An Enquiry into the Information that Physical Science can Supply about the Real. London: Cambridge University Press, 1914 (PDF؛ 54,07 MB)
- Scientific thought. New York: Harcourt, Brace and Co., 1923
- The Mind and its place in nature. London: Kegan Paul, 1925
- The Philosophy of Francis Bacon. Cambridge: Cambridge University Press, 1926
- Five types of ethical theory. New York: Harcourt, Brace and Co., 1930
- War Thoughts in Peace Time. London: Humphrey Milford, 1931
- An examination of McTaggart's philosophy. Vol. 1. Cambridge University Press, 1933
- Determinism, interdeterminism and libertarianism. Cambridge University Press, 1934
- An examination of McTaggart's philosophy. Vol. 2. Cambridge University Press, 1938
- Ethics and the History of Philosophy, London: Routledge, 1952؛ Reprint 2000, ISBN 0-415-22530-2
- Religion, Philosophy and Psychic Research, London: Routledge, 1953؛ Reprint 2000, ISBN 0-415-22558-2
- Human Personality and the Possibility of Its Survival. University of California Press, 1955
- Personal Identity and Survival. Society for Psychical Research, London 1958
- Lectures on Psychical Research. Incorporating the Perrott Lectures given in Cambridge University in 1959 and 1960. New York: Humanities Press, 1962 (contains Saltmarsh's Investigation of Mrs Warren Elliott's Mediumship)
- Induction, Probability, and Causation. Selected Papers of C. D. Broad, Dordrecht: Reidel, 1968
- Broad's Critical Essays in Moral Philosophy, New York: Humanities Press, 1971
- Leibniz: An Introduction, Cambridge: Cambridge University Press, 1975, ISBN 0-521-20691-X
- Berkeley's Argument. Haskell House Pub Ltd., 1976
- Kant: An Introduction, Cambridge: Cambridge University Press, 1978, ISBN 0-521-21755-5
- Ethics, Dordrecht: Nijhoff, 1985

## كتابات أخرى
- Paul A. Schilpp (ed.): Philosophy of C. D. Broad. Tudor Publishing Company, New York 1959.

## وصلات خارجية
- تشارلي دانبار برود على موقع الموسوعة البريطانية (الإنجليزية)

- C. D. Broad on Digital Text International
- Information Philosopher on C. D. Broad on Free Will
- "How to think about the problem of free will" by Peter van Inwagen